# Olympische Sommerspiele 2012/Teilnehmer (St. Lucia)
| Gelbes Symbol für Goldmedaillen mit stilisierten Olympischen Ringen | Graues Symbol für Silbermedaillen mit stilisierten Olympischen Ringen | Braundes Symbol für Bronzemedaillen mit stilisierten Olympischen Ringen |
| ------------------------------------------------------------------- | --------------------------------------------------------------------- | ----------------------------------------------------------------------- |
| —                                                                   | —                                                                     | —                                                                       |

Saint Lucia nahm in London an den Olympischen Spielen 2012 teil. Es war die insgesamt fünfte Teilnahme an Olympischen Sommerspielen. Das Saint Lucia Olympic Committee nominierte vier Athleten in drei Sportarten.

## Teilnehmer nach Sportart

### Leichtathletik
| Athleten       | Wettbewerb | Qualifikation         | Qualifikation         | Finale        | Finale        | Rang          |
| Athleten       | Wettbewerb | Weite/Höhe            | Rang                  | Weite/Höhe    | Rang          | Rang          |
| -------------- | ---------- | --------------------- | --------------------- | ------------- | ------------- | ------------- |
| Frauen         |            |                       |                       |               |               |               |
| Levern Spencer | Hochsprung | 1,90 m                | 19                    | ausgeschieden | ausgeschieden | 19            |
| Männer         |            |                       |                       |               |               |               |
| Darvin Edwards | Hochsprung | kein gültiger Versuch | kein gültiger Versuch | ausgeschieden | ausgeschieden | ausgeschieden |

### Schwimmen
| Athleten          | Wettbewerb  | Vorlauf     | Vorlauf | Halbfinale    | Halbfinale    | Finale        | Finale        | Rang |
| Athleten          | Wettbewerb  | Zeit        | Rang    | Zeit          | Rang          | Zeit          | Rang          | Rang |
| ----------------- | ----------- | ----------- | ------- | ------------- | ------------- | ------------- | ------------- | ---- |
| Frauen            |             |             |         |               |               |               |               |      |
| Danielle Beaubrun | 100 m Brust | 1:11,12 min | 36      | ausgeschieden | ausgeschieden | ausgeschieden | ausgeschieden | 36   |

### Segeln
Fleet Race
| Athleten   | Wettbewerb   | Qualifikation | Qualifikation | Medal Race    | Medal Race    | Punkte        | Rang |
| Athleten   | Wettbewerb   | Punkte        | Rang          | Punkte        | Rang          | Punkte        | Rang |
| ---------- | ------------ | ------------- | ------------- | ------------- | ------------- | ------------- | ---- |
| Frauen     |              |               |               |               |               |               |      |
| Beth Lygoe | Laser Radial | 293           | 37            | ausgeschieden | ausgeschieden | ausgeschieden | 37   |